# Alligatorschildpad
De alligatorschildpad of gierschildpad (Macrochelys temminckii) is een grote schildpaddensoort uit de familie bijtschildpadden (Chelydridae).
Lange tijd was de schildpad de enige soort uit het geslacht Macrochelys, maar in 2014 werd een tweede soort beschreven en was de groep niet langer monotypisch. De alligatorschildpad werd beschreven door Gerard Troost en is vernoemd naar een Nederlander; Coenraad Jacob Temminck (1778 - 1858).
De schildpad komt voor in delen van Noord-Amerika, met name rond het rivierenstelsel van de Mississippirivier. De alligatorschildpad had vroeger een groter verspreidingsgebied en kwam veel algemener voor dan tegenwoordig het geval is. Er werd veelvuldig en langdurig gejaagd om het vlees en nog steeds wordt het dier hierdoor bedreigd, zij het in mindere mate. De alligatorschildpad leeft in meren en moerassen, de schildpad is sterk aan water aangepast en komt er zelden uit. Op het menu staan voornamelijk vissen die met de wormvormige tong worden gelokt wat een uniek kenmerk is in de dierenwereld.
De schildpad kan een schildlengte bereiken van meer dan zestig centimeter en is een van de grootste zoetwaterschildpadden ter wereld en de grootste van Noord-Amerika. De soort staat bekend als agressief en kan met de grote kaken vervaarlijk bijten.

## Naam en indeling

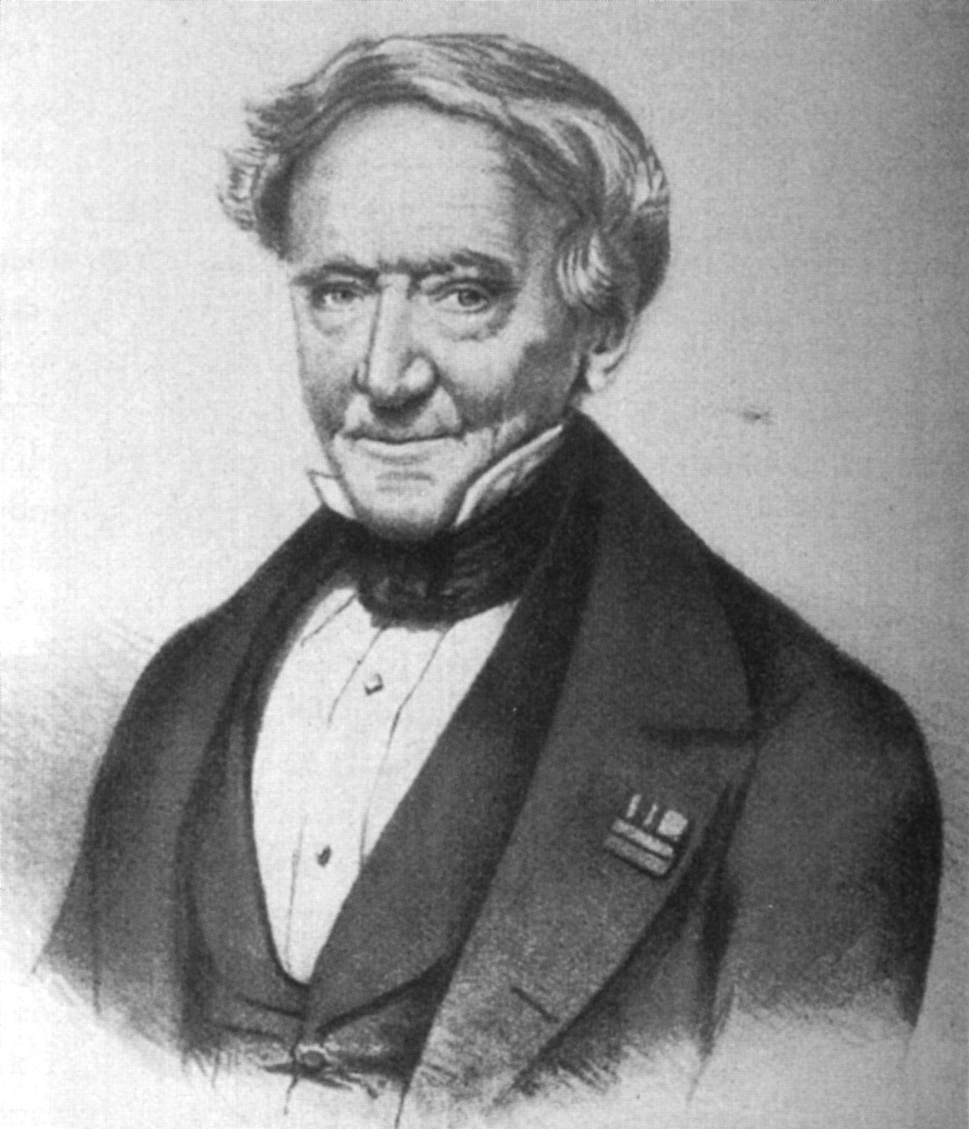
De alligatorschildpad is vernoemd naar Coenraad Jacob Temminck.

De wetenschappelijke naam van de soort werd voor het eerst in 1835 voorgesteld door de Nederlands-Amerikaanse arts en natuuronderzoeker Gerard Troost ('s-Hertogenbosch, 1776 - Nashville, 1850). Oorspronkelijk werd de wetenschappelijke naam Chelonura temminckii gebruikt. De geslachtsnaam is in het verleden zowel Macroclemys als Macroclemmys geweest, waardoor in de literatuur niet altijd de juiste naam wordt gebruikt.
De geslachtsnaam Macrochelys is afgeleid van woorden uit de Griekse taal en betekent vrij vertaald 'grote schildpad'; makros = groot en khelus = schildpad. De soortaanduiding temminckii is een eerbetoon aan de Nederlandse zoöloog Coenraad Jacob Temminck (1778 - 1858).
De alligatorschildpad was lange tijd de enige soort uit het toen monotypische geslacht Macrochelys. In 2010 werd voorgesteld om de populaties rond de Suwanneerivier als een aparte variatie te beschouwen op basis van DNA-onderzoek. In 2014 werd de alligatorschildpad opgesplitst in drie verschillende soorten, de populaties van Suwannee worden tegenwoordig als een aparte soort gezien; Macrochelys suwanniensis. Een tweede voorgestelde soort, Macrochelys apalachicolae, wordt tegenwoordig niet meer erkend. .
De alligatorschildpad wordt in verschillende bronnen wel aangeduid als een 'prehistorische' of 'primitieve' soort vanwege het afwijkende uiterlijk in vergelijking met andere schildpadden. In werkelijkheid zijn de vertegenwoordigers van het geslacht Macrochelys, waartoe de schildpad behoort, vrij recent ontstaan. De oudst bekende soort (Macrochelys schmidti) leefde vijftien tot twintig miljoen jaar geleden waar de eerste als zodanig te herkennen schildpadden ongeveer 200 miljoen jaar geleden zijn ontstaan.

## Uiterlijke kenmerken

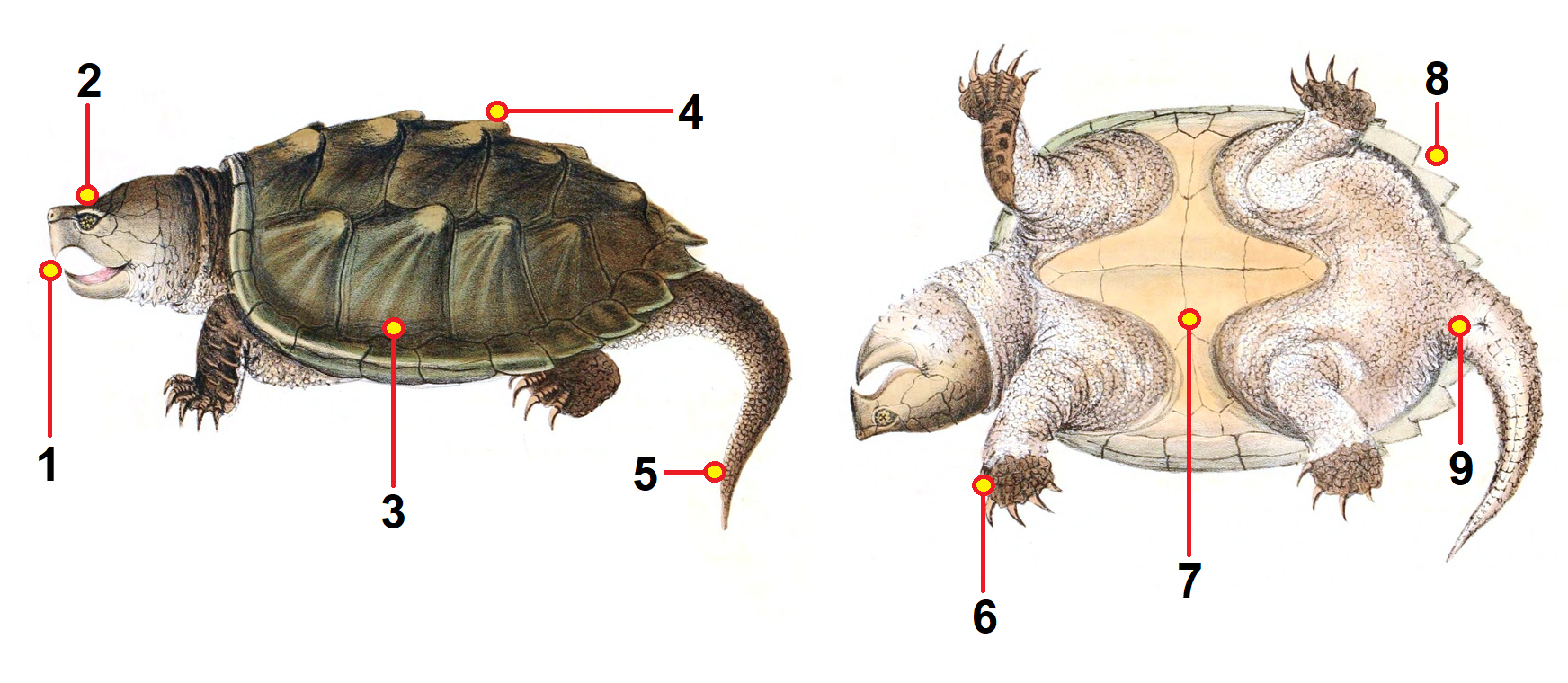
Belangrijkste lichaamskenmerken van de alligatorschildpad, afgebeeld is waarschijnlijk een vrouwtje:
1 = De kop is vergroot en draagt een gehaakte bovenkaak.
2 = De oogomgeving is voorzien van vlezige uitsteeksels.
3 = Het rugschild draagt supramarginaalschilden.
4 = De schildplaten op het midden zijn gestekeld.
5 = De staart draagt geen opvallende stekels.
6 = De poten dragen zwemvliezen en klauwen.
7 = Het buikschild is smal en kruisvormig.
8 = De achterste marginalen hebben doornachtige punten.
9 = Mannetjes hebben een lange pre-cloacale staartbasis.

De alligatorschildpad is een van de grootste en zwaarste zoetwaterschildpadden ter wereld. Het dier heeft daarnaast een opvallend uiterlijk zoals een van richels en stekels voorzien rugschild en een opvallend klein buikschild. Daarnaast heeft de schildpad een grote en brede kop, krachtige klauwen en een opvallend lange staart.

### Lichaamslengte en gewicht
De alligatorschildpad kan een schildlengte bereiken van ongeveer 66 centimeter, althans de veel grotere mannetjes. Dergelijk grote dieren kunnen een gewicht hebben van ongeveer 100 kilogram. De meeste exemplaren blijven echter kleiner en hebben een schildlengte van ongeveer veertig tot vijftig cm en een gewicht van 70 tot 80 kilo. De totale lichaamslengte inclusief de kop en de relatief lange staart kan bij grote exemplaren oplopen tot ongeveer anderhalve meter waarmee het de grootse zoetwaterschildpad van Noord-Amerika is.
In het verleden zijn wel bevestigde grotere en zwaardere exemplaren opgemeten. Voorbeelden zijn een exemplaar dat in 1980 werd beschreven en een schildlengte had van tachtig cm. In 1987 werd een dier gewogen dat 113 kg woog. Ongeverifieerde waarnemingen van een dier uit 1948 (227 kg) en een exemplaar van 183 kg dat in 1937 in de Neoshorivier werd gevangen, worden vaak genoemd in de literatuur. Dergelijke records, geverifieerd of niet, zijn echter al meer dan veertig jaar oud en komen uit een tijd dat de schildpad nog in grote aantallen voorkwam in het wild. Exemplaren die een schildlengte bereiken van meer dan zestig centimeter zijn vandaag de dag uiterst zeldzaam.

### Kop
De kop van de alligatorschildpad is te groot om te worden teruggetrokken in het schild. De kop is relatief zeer breed en bestaat voor het grootste deel uit kaak, waarvan de kaakspieren tot de krachtigste uit de schildpaddenwereld behoren. De kaken zijn breed en hebben scherpe randen, de bek kan zeer ver worden opengesperd in vergelijking met andere schildpadden, inclusief de bijtschildpad. De bovenzijde van de bovenkaak is voorzien van een omlaag gekromde, snavel-achtige haak. Deze is zeer scherp en wordt gebruikt om prooien te spietsen. Op de mondbodem is een opvallende tong aanwezig, die eindigt in een grijzige, langwerpige structuur die op een worm lijkt, een dergelijke structuur wordt wel vermifoor genoemd. De tong wordt gebruikt om prooien te lokken en dit vermogen om de tong hiervoor te gebruiken is uniek binnen de dierenwereld. Als de tong gebruikt wordt om vissen te lokken wordt deze volgepompt met bloed en krijgt een helder rode kleur.
De kop is bepantserd met grote schubben aan de zijkanten en de bovenzijde. Op de nek en de kin zijn vlezige, onregelmatige huidbultjes en huidflappen aanwezig. De ogen zijn lateraal geplaatst; ze zijn aan de zijkanten van de kop gelegen. Dit in tegenstelling tot de gelijkende bijtschildpad waarbij de ogen meer dorsaal geplaatst zijn, aan de bovenkant van de kop. Rondom de ogen is bij de alligatorschildpad een krans van vlezige uitsteekseltjes aanwezig.

### Rugschild

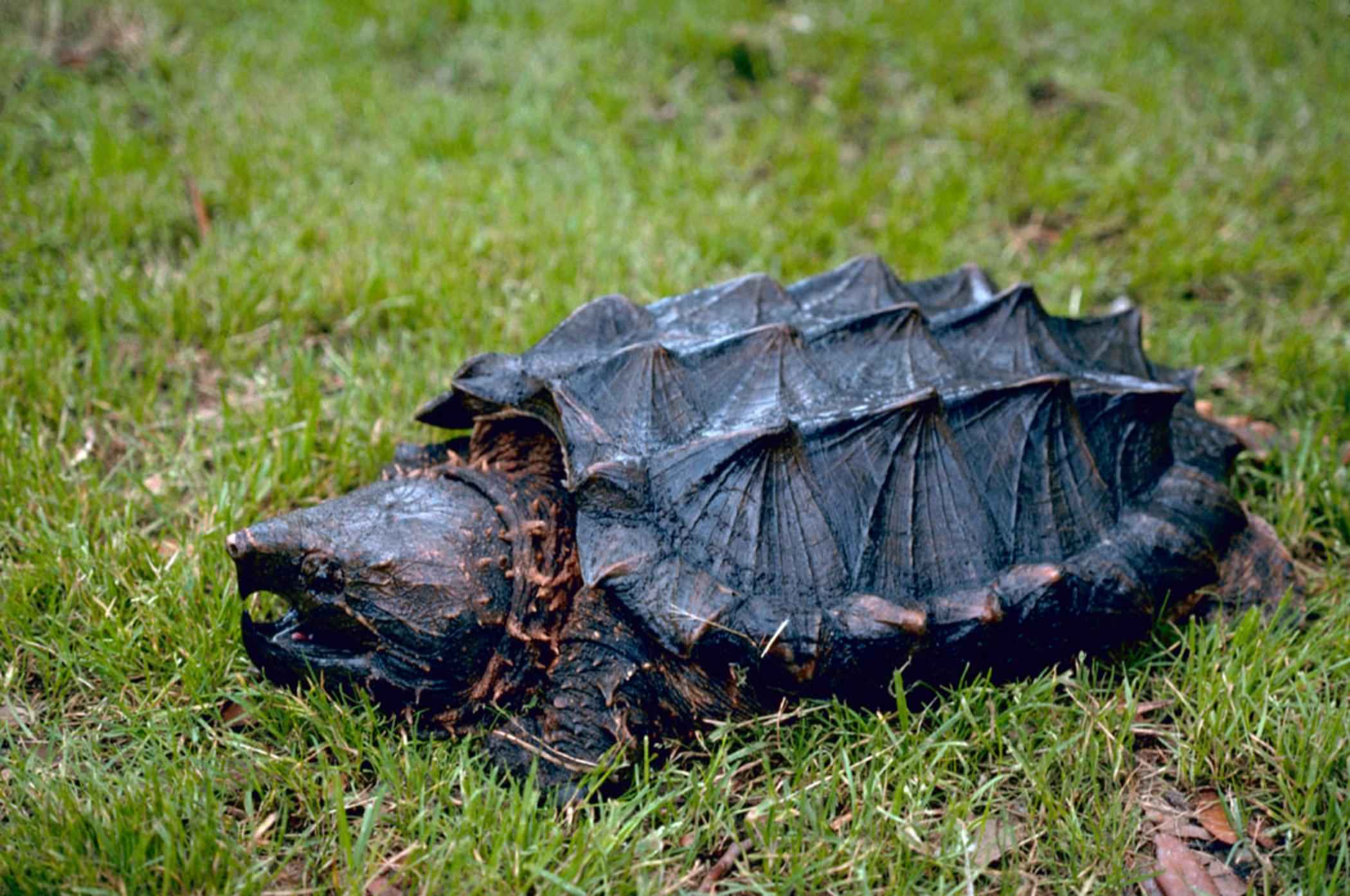
Het rugschild bestaat uit drie lengtekielen met opstaande stekels in het midden van de rugplaten.

Het carapax of rugschild bestaat net als andere schildpadden uit hoornplaten waarvan de middelste rij de ventraal- of wervelschilden worden genoemd. Aan weerszijden hiervan bevindt zich een rij costaal- of ribschilden en aan de rand van het schild is een aantal marginaal- of randschilden gelegen. Er zijn altijd 23 marginaalschilden aanwezig die het schild omringen. De alligatorschildpad heeft tussen de marginaal- en de costaalschilden en extra rij schilden die de supramarginaalschilden worden genoemd. Het aantal kan variëren tussen drie en acht, meestal komen drie van dergelijke schilden voor. Supramarginaalschilden zijn onder de moderne zoetwaterschildpadden alleen bekend van de alligatorschildpad, ze zijn daarnaast alleen gevonden bij een aantal uitgestorven soorten. De schilden moeten niet verward worden met de inframarginaalschilden, dit is een rij schildplaten die soms voorkomt bij schildpadden maar dan aan de buikzijde.
De kleur van het rugschild is in de basis donkerbruin tot donkergrijs of geheel zwart. Het schild is vanwege de waterminnende levenswijze vrijwel altijd begroeid met algen die soms het gehele schild aan het zicht onttrekken. Met name algen kunnen zo overvloedig voorkomen dat het schild niet meer als zodanig te herkennen is. Dergelijke exemplaren worden wel 'moss-backs' genoemd, Engels voor 'mos-ruggen'. De schildpad heeft weinig last van de begroeiing omdat het geen snelle zwemmer is en bovendien zorgt de aangroei voor een uitstekende camouflage omdat het dier nagenoeg onzichtbaar is voor prooidieren.
Op alle wervel- en ribschilden is een uit-stekende, naar achteren gerichte punt aanwezig op ongeveer het midden van iedere schildplaat die verbonden worden met een opstaande kiel. Hierdoor ontstaan drie duidelijk zichtbare lengtekielen die ononderbroken of soms onderbroken kunnen zijn en de schildpad een enigszins krokodil-achtig uiterlijk geven. Kielen op het rugschild komen bij wel meer schildpadden voor, zoals de verwante bijtschildpadden. Dergelijke kielen zijn echter met name geprononceerd bij de juveniele dieren en vervagen of verdwijnen geheel als de dieren ouder worden. Bij de alligatorschildpad blijven de kielen het gehele leven behouden en groeien mee met de schildplaten.

### Buikschild
Het plastron of buikschild heeft een grijze kleur en is soms gevlekt, de benen brug tussen het rug- en buikschild is relatief smal. Het buikschild is gereduceerd en bedekt slechts een deel van de onderzijde waardoor het een kruisvorm heeft. De plastronformule is als volgt: fem >< pect > an > hum > intergul > abd. Door het kleine buikpantser hebben de poten echter een grote bewegingsvrijheid waardoor deze gemakkelijk omlaag en naar voren kunnen worden gericht. De schildpad is weliswaar een slechte zwemmer maar kan zich in vergelijking met andere watergebonden soorten efficiënter over de bodem verplaatsen.

### Staart

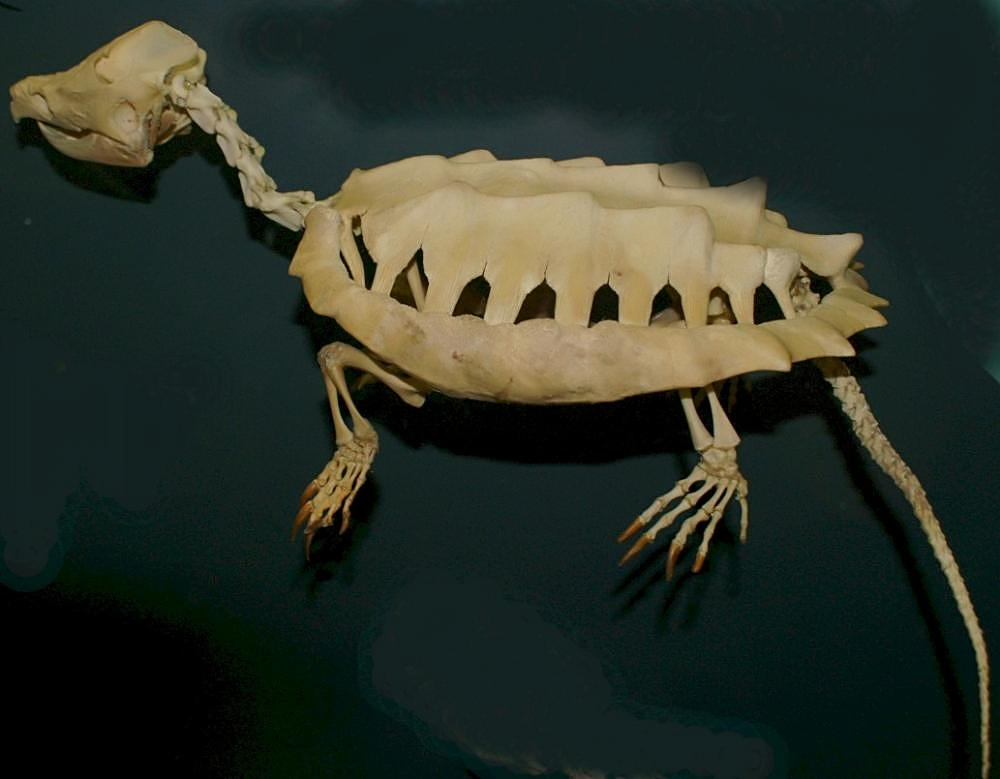
Een skelet van de alligatorschildpad waarbij de relatief lange staart te zien is.

De dunne staart is bijna even lang als het schild en heeft drie rijen bultjes aan de bovenzijde. Deze zijn echter niet zo opvallend als de rijen grote beenplaten op de staart van de bijtschildpad, die bovendien maar twee rijen uitsteeksels bezit. Aan de onderzijde wordt de staart beschermd door een mozaïek van vele kleine schubben. De staart van de mannetjes is aanzienlijk langer dan die van de vrouwtjes en met name het pre-cloacale deel, dit is het deel van de staart dat voor de cloaca is gelegen. Bij vrouwtjes groeit het pre-cloacale deel van de staart langzaam en is bij een volwassen exemplaar gemiddeld ongeveer 8,5 centimeter. Bij de mannetjes groeit de staart veel sneller en meet het laatste deel van de staart gemiddeld ongeveer 17 centimeter bij een volwassen geworden exemplaar.

### Poten
De poten zijn breed en krachtig, ze zijn voorzien van goed ontwikkelde zwemvliezen. Alle poten dragen lange en scherpe klauwen die worden gebruikt om voedsel dat met de bek wordt vastgehouden af te scheuren. De poten hebben een relatief grote bewegingsvrijheid door het sterk versmalde plastron. De poten worden ook gebruikt tijdens de paring, het mannetje grijpt hierbij een vrouwtje met zijn voorpoten rond de verbindingsbrug tussen buik- en rugschild. Met de achterpoten worden de achterste marginaalschilden van het rugschild vastgeklemd.

### Geslachtsonderscheid
Mannetjes zijn van vrouwtjes te onderscheiden door een aanmerkelijk langere en dikkere staart en een iets holler buikschild. Daarnaast worden mannetjes aanzienlijk groter dan vrouwtjes.

## Voortplanting en ontwikkeling

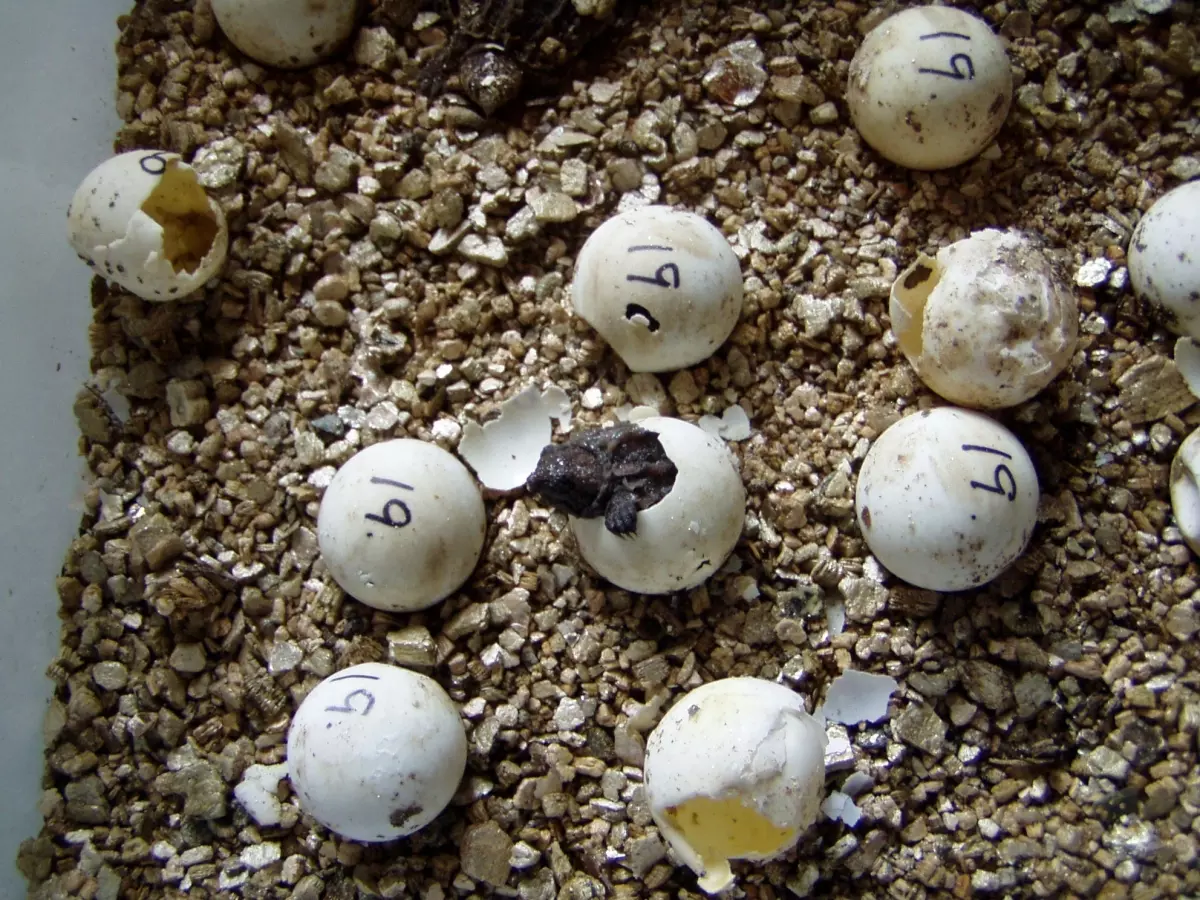
Uitsluipende eieren van de alligatorschildpad.

Het paarseizoen verschilt enigszins per geografische locatie, in Florida vindt de paring plaats van februari tot april. In de Mississippivallei vindt de voortplantingstijd wat later plaats van april tot juni en in Oklahoma pas in oktober. Bij de vrouwtjes ontwikkelen de eicellen zich voor het winterseizoen, waar deze bij andere schildpadden pas vlak voor de bevruchting rijpen.

### Paring
Mannetjes verzamelen zich vaak bij elkaar in de hoop een vrouwtje tegen te komen, ze kunnen agressief gedrag vertonen om rivaliserende soortgenoten te verjagen. Een mannetje zoekt actief een vrouwtje op en besnuffelt haar om te bepalen of het een vrouwtje betreft dat geschikt is om mee te paren. Hij bijt voorafgaand aan de copulatie in de kop en de nek van het vrouwtje waarbij het er stevig aan toe kan gaan. Opmerkelijk genoeg houden de vrouwtjes hier in de regel geen verwondingen aan over. Tijdens de paring omklemt hij haar schild met zijn poten en brengt zijn staart onder die van zijn partner. De staartbasis -gelegen vóór de cloaca- is bij de mannetjes veel langer zodat hij gemakkelijker contact kan maken met haar cloaca. De lengte van de paring varieert tussen ongeveer vijf en 25 minuten waarbij het mannetje belletjes lucht blaast door zijn neusgaten. Na de paring gaan beide dieren weer hun eigen gang.

### Nest en eieren
De vrouwtjes zetten ongeveer twee maanden later de eieren af in de oever langs het water. Het nest wordt altijd in het zand gegraven op enige tientallen meters van de waterlijn, ze doen dit altijd overdag. Eerst wordt een kuil in het zand gegraven waarna vanuit deze kuil een diepere holte wordt uitgespit met de achterpoten waarin uiteindelijk de eieren worden afgezet. De nestkamer is ongeveer dertig tot veertig centimeter diep en vijftien tot 25 cm breed. Een vrouwtje zet waarschijnlijk slechts een enkel nest per jaar af, sommige vrouwtjes produceren slechts om het jaar eieren. Het aantal eieren kan variëren van acht tot 52, meestal zijn er rond de veertig. Grotere vrouwtjes zetten meer eieren af dan kleinere exemplaren. De eieren hebben een harde schaal en een ronde vorm, ze hebben een diameter van ongeveer 35 tot 50 millimeter. Veel nesten worden geplunderd door rovende zoogdieren zoals de wasbeer (Procyon lotor).

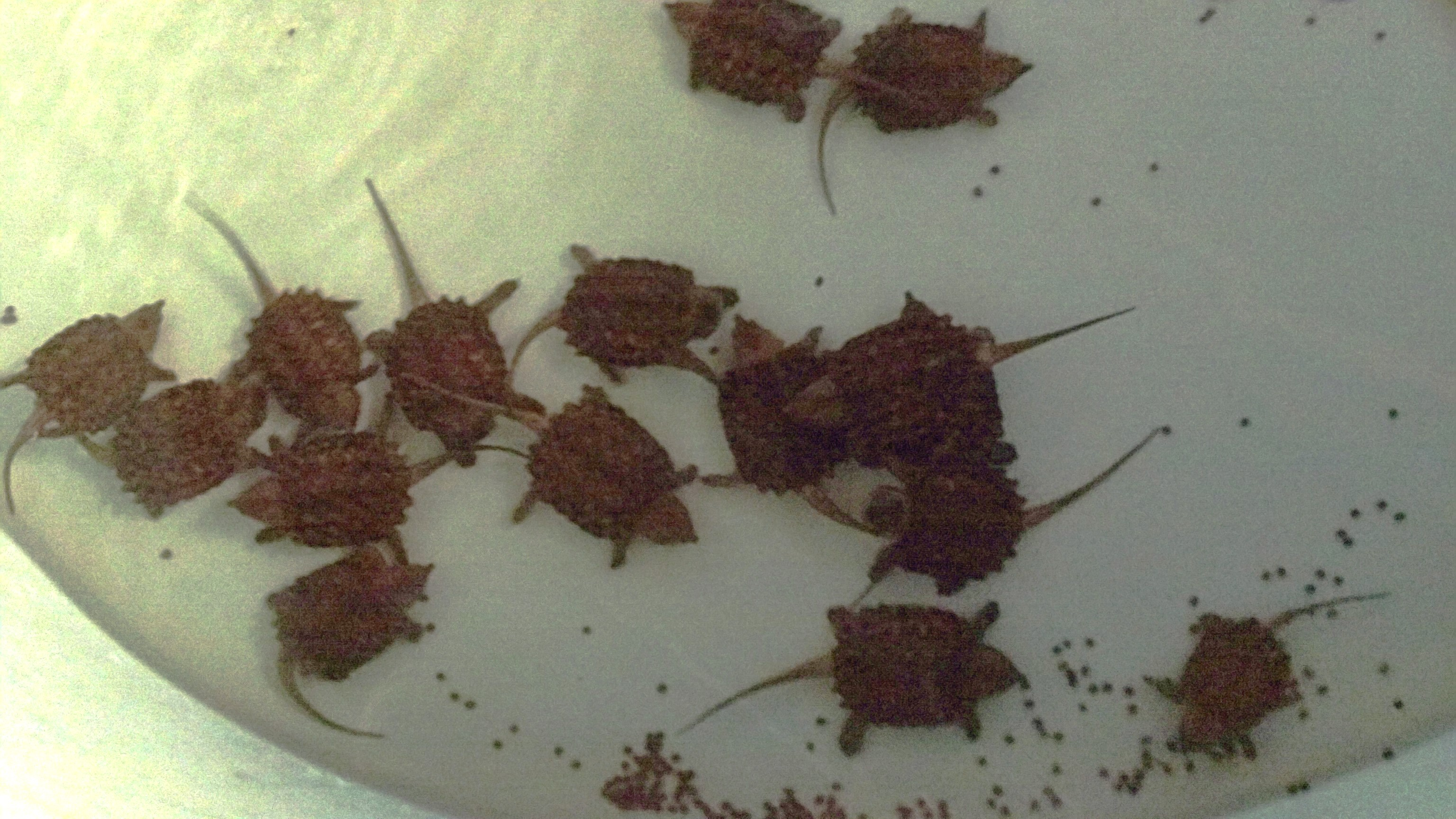
Zeer jonge exemplaren van de alligatorschildpad.

Van de eieren kan worden vastgesteld of ze bevrucht zijn als er een kalkwitte plek op het ei zit en er enige ruimte is tussen de eierschaal en de dooier. De incubatietijd varieert van ongeveer veertien tot twintig weken. Eieren die onder warmere omstandigheden rijpen bij een temperatuur van 29 of 30 graden Celsius, ontwikkelen zich tot vrouwtjes. De embryo's die bij een iets lagere temperatuur groeien, 25 tot 27 °C, ontwikkelen zich meestal tot mannetjes. Bij andere temperaturen komen juvenielen van beide geslachten tot ontwikkeling.

### Juvenielen
De jongen kruipen in de herfst gedurende de maanden september tot oktober uit het ei en lijken al op de volwassen exemplaren, al zijn ze veel kleiner. Ze hebben een schildlengte van ongeveer 35,5 tot 45 millimeter. Bij het verlaten van het ei maken ze gebruik van een eitand, dit is een kalkachtige structuur die bij vrijwel alle reptielen voorkomt en alleen dient om de eierschaal te doorboren om deze te openen en erbuiten te geraken. De eitand van de alligatorschildpad is ongeveer 1 bij 0,75 millimeter lang en kan tot acht dagen na de geboorte blijven zitten tot de tand uiteindelijk afvalt. De kielen op het schild zijn al aanwezig maar nog voorzien van de karakteristieke punten. De huidfapjes op de kop en rond de ogen zijn relatief groter dan die van de adulten. De kaken functioneren al vanaf de geboorte en ook de juveniele dieren bijten fel van zich af als ze worden verstoord.

### Ontwikkeling
De eerste elf tot vijftien jaar groeit de schildpad relatief snel maar daarna vlakt de groei af. De schildpad is na elf tot dertien jaar volwassen Het lichaam groeit dan aanmerkelijk langzamer zodat heel grote dieren ook zeer oud moeten zijn. In het wild bereikt het mannetje een leeftijd van elf tot 45 jaar, vrouwtjes worden 15 tot 37 jaar oud, gemiddeld 23 jaar. De maximale leeftijd die de schildpad in gevangenschap kan bereiken is 70 jaar en bijna vijf maanden. Dit exemplaar werd gehouden in de Philadelphia Zoo,een dierentuin in Philadelphia in de Amerikaanse staat Pennsylvania.

## Voedsel en vijanden

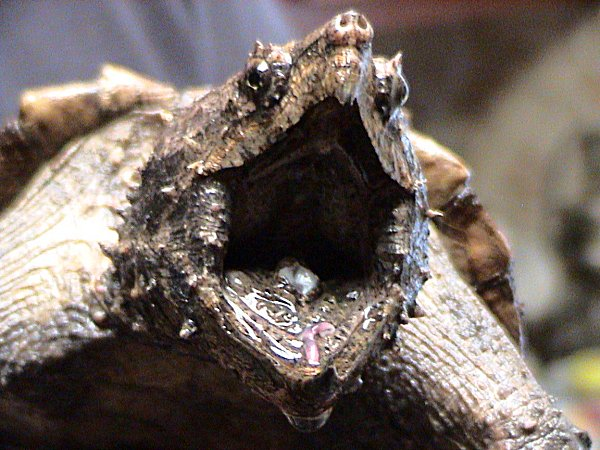
De roze, wormachtige tong in de bek van de alligatorschildpad (onderaan).

De alligatorschildpad is een passieve jager die voornamelijk levende dieren eet. De alligatorschildpad heeft net als andere schildpadden een slecht gezichtsvermogen. De reukzin daarentegen is heel sterk ontwikkeld. De schildpad zuigt water aan door de keel waarbij het water geproefd wordt op de aanwezigheid van chemische stoffen die afkomstig zijn van mogelijke prooidieren. Hierdoor is het dier in staat om andere schildpadden op te sporen die zich verstopt hebben in de modderbodem.

### Jacht
Het is een omnivoor die vlees eet maar ook aas en plantendelen worden wel gegeten. Op het menu staan voornamelijk vissen, die in een hinderlaag worden afgewacht. De schildpad ligt hierbij stil op de bodem met een open geklapte bek. De wormachtige tong wordt vervolgens als een lokaas heen en weer bewogen om de vissen aan te trekken die denken een maaltje te zien. Als de vis dicht genoeg is genaderd wordt de keel verbreed zodat de vis naar binnen wordt gezogen en kan worden doorgeslikt. Grotere vissen worden door de scherpe kaken en krachtige kaakspieren in tweeën gebeten of worden gespietst door het haakachtige uiteinde van de bovenkaak. Vissen die in de maag van de schildpad zijn aangetroffen behoren onder andere tot de Noord-Amerikaanse katvissen en soorten uit de geslachten Amia, Micropterus, Dorosoma, Cyprinus, Centrarchus, Lepomis, Pomoxis en Lepisosteus.

### Andere prooien
Naast vissen worden ook wel kleine kreeftachtigen (garnalen), weekdieren (tweekleppigen, bloedzuigers, slakken) en andere schildpadden gegeten. Vooral modderschildpadden uit de familie Kinosternidae vallen vaak ten prooi. Schildpadden die gegeten worden komen uit de geslachten zaagrugschildpadden (Graptemys), Trachemys, prachtschildpadden (Pseudemys), muskusschildpadden (Sternotherus), drieklauwen (Trionyx). Ook kleinere soortgenoten worden wel gegeten. Uit een onderzoek in 1990 is gebleken dat schildpadden de aanwezigheid van de alligatorschildpad kunnen detecteren en hiervan in paniek raken. Ze proberen het water te verlaten en hun ademhaling versnelt.
Soms worden watervogels en kleine reptielen buitgemaakt, zoals jonge alligators. Ook kleine zoogdieren vallen soms ten prooi, zoals wasberen, muskusratten, beverratten, eekhoorns, opossums, gordeldieren en bevers. Ten slotte worden amfibieën gegeten, zoals kikkers en salamanders. Salamanders die worden buitgemaakt zijn soorten uit de geslachten aalsalamanders (Amphiuma) en Siren. Dergelijke prooien wordt niet vanuit een hinderlaag aangevallen, er wordt actief op gejaagd.

### Plantendelen
De plantaardige delen van het menu bestaan onder andere uit vruchten die in het water zijn gevallen zoals fruit of rijpe zaden zoals eikels, pecannoten, zaden van de Carya, vruchten van de plant Sabal palmetto en planten uit het geslacht Tupelo.
Vermoed wordt dat de schildpad in het verleden voornamelijk leefde van zoetwatermosselen en dat daaraan de grote kop en de sterke kaken te danken zijn. Omdat de mosselen door vervuiling echter verdwenen moest het dier op ander voedsel omschakelen.

### Vijanden
De volwassen alligatorschildpad heeft nauwelijks natuurlijke vijanden, alleen grote krokodilachtigen vormen nog een gevaar. Juveniele exemplaren worden echter vaak opgegeten door vogels en grote vissen. Wilde honden en zwijnen willen nogal eens de eieren opgraven wanneer de vrouwtjes de eieren gelegd en begraven hebben. Het enige waar de populatie daadwerkelijk onder te lijden heeft is de mens.

## Verdediging

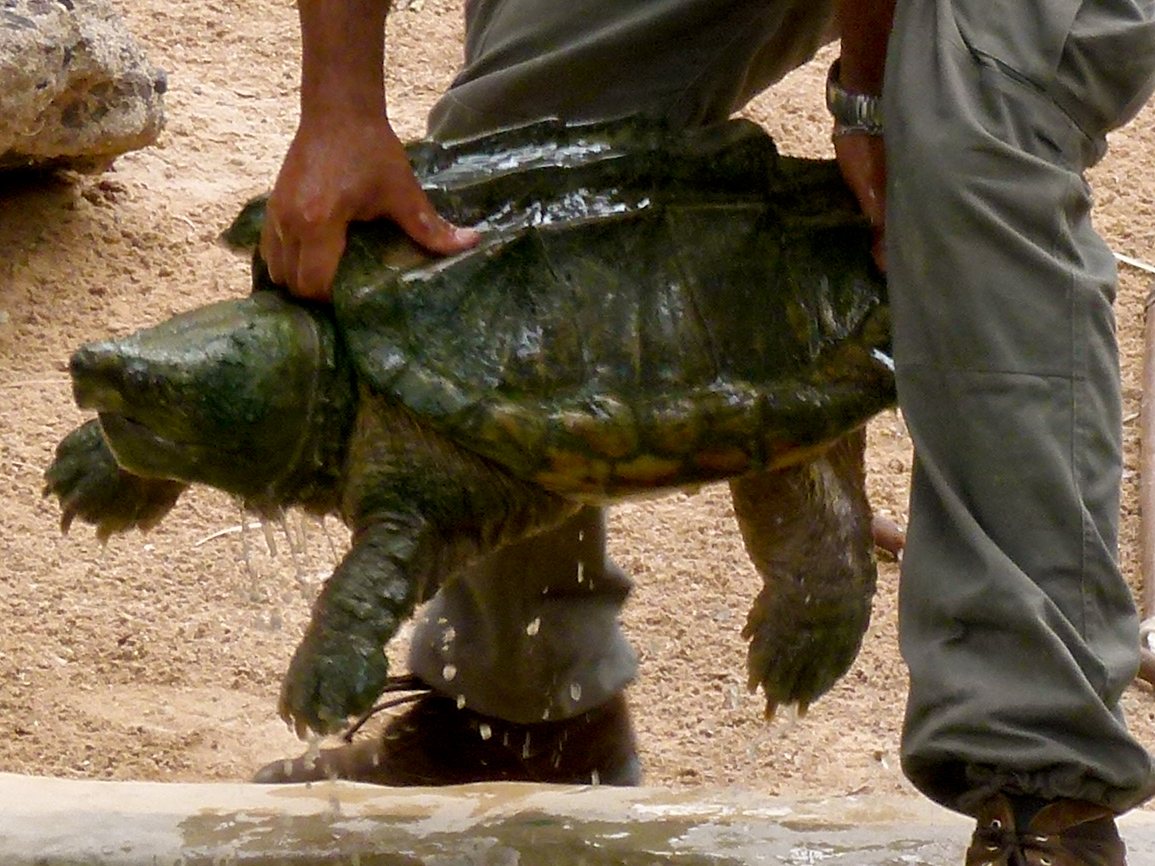
De schildpad kan erg groot worden en moet voorzichtig worden gehanteerd.

Bij verstoring zal de schildpad luid sissende geluiden maken en ook zal het dier een stinkende vloeistof uitscheiden uit de cloaca en laat het de vloeibare ontlasting lopen. Dit is alleen waargenomen bij dieren die op het land werden benaderd. Als de schildpad zich in het water bevindt en wordt verstoord dan wordt de bek gebruikt als verdedigingsmiddel.
Net zoals de 'echte' bijtschildpad (Chelydra serpentina) behoren deze dieren met recht tot de familie bijtschildpadden; ze zijn zeker in volwassen vorm ronduit gevaarlijk. De beet die ze kunnen toedienen kan leiden tot ernstige (slagaderlijke) bloedingen. Door de scherpe kaakranden en het haakachtige uiteinde van de bek kunnen gemakkelijk diepe vleeswonden veroorzaken die bovendien gemakkelijk infecteren. De schildpad kan zonder veel moeite een of meerdere vingers afbijten. De nek van de schildpad kan in een reflex behoorlijk ver worden uitgestoken om een beet toe te dienen, wat vaak wordt onderschat. In de streken waar ze voorkomen zit er soms eentje op de bodem van natuurzwembaden en recreatieplassen, en hoewel er vaak speciaal op de aanwezigheid van deze dieren wordt gewezen worden badgasten soms gebeten.
Over de bijtkracht van de alligatorschildpad gaan veel verhalen rond die soms met een korrel zout moeten worden genomen. Zeker is echter dat een groot exemplaar een bezemsteel in tweeën kan bijten. Dit was al vastgesteld door onder andere Alvin Robert Cahn in 1937 maar Ensil Ross Allen en Wilfred Trammell Neill beschreven dat de schildpadden nog geen potlood konden breken, hoewel het kleinere exemplaren betrof van zestien tot achttien kilo. Van grotere exemplaren zouden slechts in staat zijn om een bezemsteel te kerven, hoewel ook hierbij dieren werden beproefd met een gewicht van 41 tot 45 kg. Peter Pritchard bracht in 1989 duidelijkheid toen hij een 75 kilogram zwaar exemplaar in een gloednieuwe bezemsteel liet bijten. In eerste instantie werd het hout slechts diep ingekerfd maar toen de schildpad werd geprikkeld door de bezemsteel weg te trekken werd de steel volledig gespleten.

## Verspreiding en habitat
Het verspreidingsgebied omvat het zuidoosten van de Verenigde Staten rondom het rivierenstelsel van de Mississippi-rivier. Het leefgebied loopt grofweg van de steden Jacksonville (Florida) in het oosten tot Dallas (Texas) in het westen. De noordelijke grens ligt ongeveer bij de stad Davenport en de zuidelijk grens is de kom van de Golf van Mexico. Het areaal omvat de staten Indiana, Florida, Kansas, Illinois, Tennessee, Kentucky, Missouri, Oklahoma, Texas, Arkansas, Louisiana, Mississippi en Alabama.
De alligatorschildpad komt voor in vrijwel alle grotere wateren die ondiepe delen hebben, evenals een modderbodem en enige onderwatervegetatie. Voorbeelden zijn meren, rivieren en rivierarmen, ondergelopen bossen, hoefijzermeren, brakwatermoerassen en zoetwatermoerassen. De schildpad prefereert wateren die beschaduwd zijn door overhangende struiken of bomen en wateren met ondergedoken objecten zoals omgevallen bomen of beverdammen. In de zomer worden ondiepe gedeeltes van het water opgezocht terwijl de schildpad zich in de winter naar diepere delen van het water ophoudt.
De volwassen exemplaren leven vaak in diepere wateren in ondiepe delen terwijl de jongen en subadulte dieren in ondiepe wateren worden gevonden die geen diepe delen bevatten om te voorkomen dat ze worden opgegeten door krokodillen of roofvissen. De schildpad heeft een hoge tolerantie voor brak water, van sommige sommige exemplaren is bekend dat ze zich langere tijd in brak water begeven. Dergelijke dieren kunnen worden herkend aan de begroeiing van zeepokken die uitgesproken zoutwaterbewoners zijn, zoals de brakwaterpok (Amphibalanus improvisus).
De alligatorschildpad is sterk op het water aangepast en spendeert vrijwel het gehele leven onder water. Van juvenielen en mannetjes is wel waargenomen dat ze af en toe een zonnebad nemen en de vrouwtjes betreden het land alleen om de eieren af te zetten. Ook wordt het land betreden om van poel te wisselen als de 'thuispoel' dreigt op te drogen. De schildpad kan veertig tot vijftig minuten onder water blijven voordat het dier naar de oppervlakte komt om adem te halen. Er wordt geen winterslaap gehouden, de schildpad is het gehele jaar door actief.

## Bedreiging en bescherming
Vroeger reikte het verspreidingsgebied waarschijnlijk van Zuid-Canada tot het noorden van Mexico. Gedurende honderden jaren is het verspreidingsgebied en het aantal exemplaren per oppervlakte-eenheid sterk verlaagd. In sommige gebieden is de alligatorschildpad ernstig bedreigd, echter niet overal. In het grootste deel van zijn verspreidingsgebied is de schildpad beschermd. Het vlees van de alligatorschildpad wordt beschouwd als erg smakelijk waardoor de dieren populair zijn als wild vlees. Het vlees van het dier wordt wel geserveerd als vleesgerecht maar wordt voornamelijk gebruikt in soepen (schildpadsoep). Hierdoor is er al sinds de kolonisatie van de Verenigde Staten hevig op de schildpad gejaagd. Van een enkele vleeshandelaar uit Louisiana alleen al is bekend dat tussen 1984 en 1986 voor 17 ton aan vlees van specifiek deze soort is verhandeld.
Verschillende Amerikaanse staten hebben de verkoop en het bezit van de schildpad inmiddels verboden, voorbeelden zijn Arkansas, Florida, Georgia, Indiana, Missouri en Tennessee. In andere staten is het vangen van de dieren alleen met een vergunning toegestaan, zoals Alabama, Illinois, Kansas, Louisiana, Oklahoma en Texas. Sommige gemeenschappen zien het eten van het vlees echter als een onderdeel van hun cultuur, zoals de Cajun uit Louisiana.
Een belangrijke reden voor de achteruitgang van de alligatorschildpad is het verlies van de natuurlijke habitat. In delen van het areaal zijn opslagreservoirs en dijken aangelegd om water vast te houden en deze gebieden spelen een rol als toevluchtsoord voor watervogels. Dergelijke wateren, die onder andere voorkomen in Arkansas en de Mississippivallei, vormen een geschikte vervangende habitat voor de schildpad vanwege het permanente karakter en het grote voedselaanbod.
Door de internationale natuurbeschermingsorganisatie IUCN is de beschermingsstatus 'kwetsbaar' toegewezen (Vulnerable of VU).

## In gevangenschap

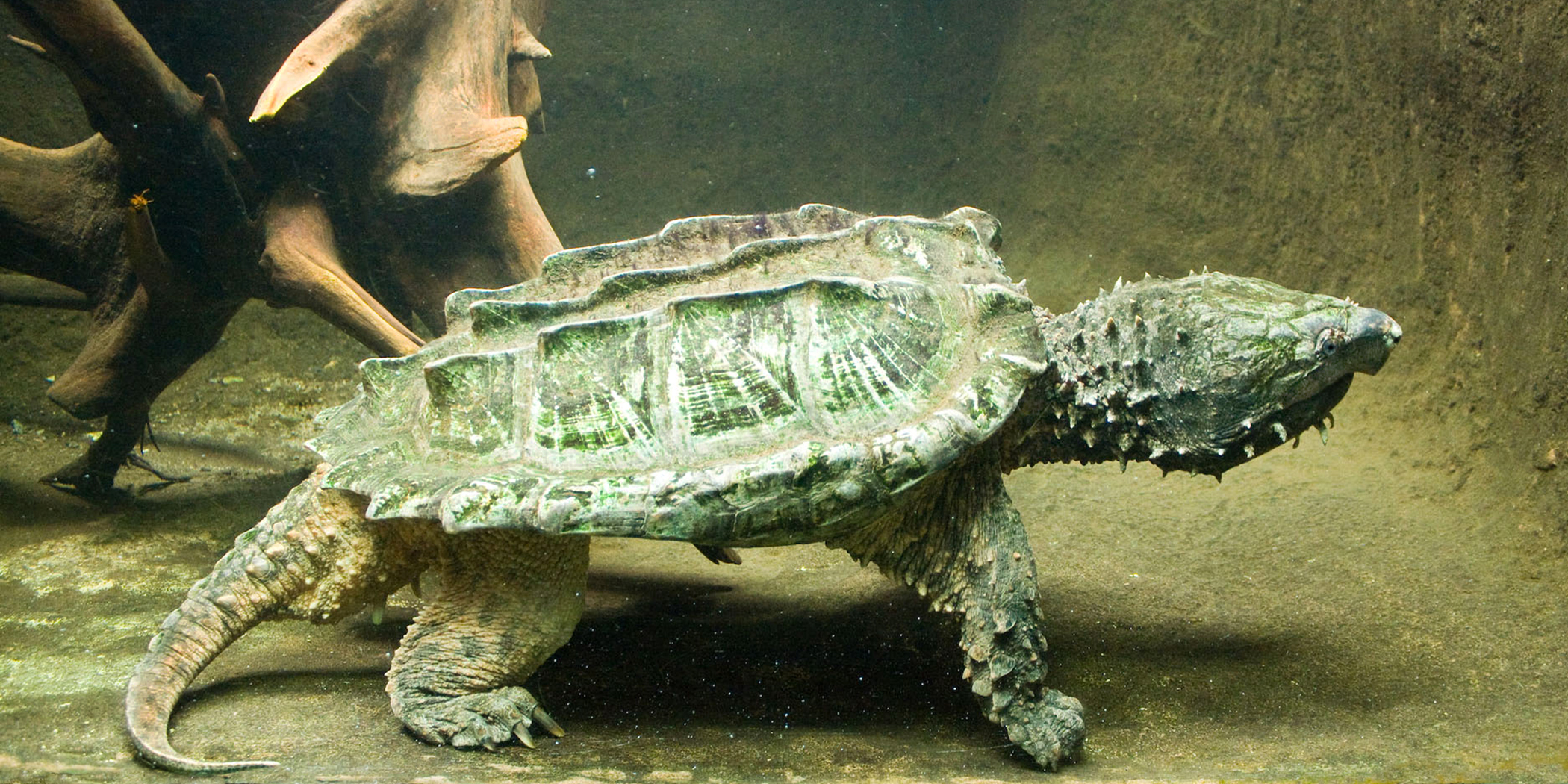
Een alligatorschildpad in een aquarium van een dierentuin.

Schildpadden worden vaak in gevangenschap gehouden maar de alligatorschildpad is geen huisdier voor beginners.Soms worden ze echter toch in door handelaren aangeboden als huisdier. Als ze slecht worden verzorgd blijven ze klein en kwijnen ze weg. Als men ze goed verzorgt worden ze zeer groot en hebben een enorm verblijf nodig dat veel verzorging vergt. Een dergelijke schildpad moet zorgvuldig uit de buurt van huisdieren en kinderen worden gehouden omdat deze ernstig gewond kunnen raken als ze onvoorzichtig zijn. In de praktijk worden veel exemplaren uiteindelijk te groot en worden ze in de natuur gedumpt. In landen als Duitsland en Frankrijk is de schildpad in rivieren en meren aangetroffen en zelf in de zee zijn exemplaren gevonden bij het Mediterrane eiland Île de Port-Cros.
Een ontsnapte alligatorschildpad kan voor onrust zorgen en haalt niet zelden de media. In 2013 werd in het Duitse Irsee de achillespees van een jongen doorgebeten. Uit de bijtwond kon men afleiden dat er een alligatorschildpad in het meer zat. In september 2023 werd een ontsnapt of gedumpt exemplaar aantroffen in de Belgische gemeente Bierbeek.
In de Amerikaanse staat Indiana werd een alligatorschildpad getraind om vermiste mensen op te sporen die in het water waren beland. Het dier werd hiertoe aangelijnd en losgelaten in de buurt van het te water geraakte persoon waarbij het werd gevolgd door mensen in een boot tot het dier het lichaam had opgespoord.